# Hanstedt, Harburg
Hanstedt är en kommun och ort i Landkreis Harburg i förbundslandet Niedersachsen i Tyskland. 
De tidigare kommunerna Nindorf, Ollsen, Quarrendorf und Schierhorn uppgick i Hanstedt den 1 juli 1972.
Kommunen ingår i kommunalförbundet Samtgemeinde Hanstedt tillsammans med ytterligare fem kommuner.